# Carl Roman Abt
Carl Roman Abt (16. července 1850, Bünzen – 1. května 1933, Luzern) byl švýcarský konstruktér, vynálezce, organizátor a sběratel umění.
Znám je především jako vynálezce Abtovy ozubnice a Abtovy výhybky pro pozemní lanovky. Kromě toho také vedl stavbu 72 horských drah (například BVZ Zermatt-Bahn, Gornergratbahn či Furka-Oberalp-Bahn), zestátnění privátních drah a věnoval se i umění.
Byl žákem konstruktéra Niklause Riggenbacha.

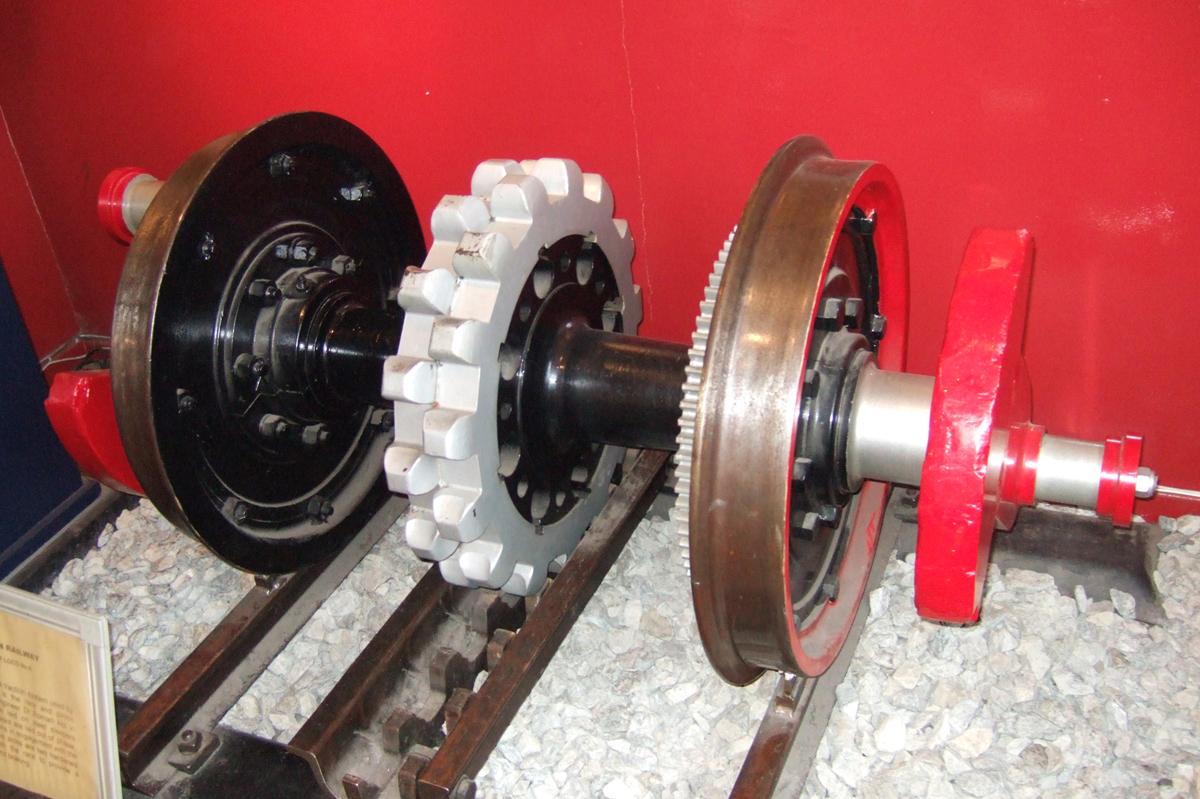
Abtova ozubnice